# Campionato sudamericano maschile di pallavolo 2001
Il XXIV campionato sudamericano maschile di pallavolo si è svolto dal 31 agosto all'8 settembre 2001 a Cali, in Colombia. Al torneo hanno partecipato 7 squadre nazionali sudamericane e la vittoria finale è andata per la ventitreesima volta, la diciottesima consecutiva, al Brasile.

## Squadre partecipanti
- Argentina
- Brasile
- Cile
- Colombia
- Paraguay
- Uruguay
- Venezuela

## Gironi
| Girone A                        |
| ------------------------------- |
| Argentina Cile Paraguay Uruguay |

## Classifica finale
| Classifica | Squadre   |
| ---------- | --------- |
|            | Brasile   |
|            | Argentina |
|            | Venezuela |
| 4          | Colombia  |
| 5          | Paraguay  |
| 6          | Cile      |
| 7          | Uruguay   |